# Driven by You
Driven by You è un singolo del cantante britannico Brian May, pubblicato nel 1991 come primo estratto dal primo album in studio Back to the Light. 
Il singolo è uscito il giorno successivo dopo la morte del cantante dei Queen, Freddie Mercury.
Il brano ha raggiunto la sesta posizione in Inghilterra, la numero nove in Portogallo, la numero 10 nei Paesi Bassi, la numero 14 in Irlanda, e la numero 35 in Belgio. Nella Eurochart Hot 100 Singles raggiunse il numero 20. Nel 1993, la canzone entrò nelle classifiche del Nord America, raggiungendo il numero nove nella classifica statunitense Billboard Mainstream Rock Airplay e il numero 70 nella classifica canadese RPM Top Singles. 

## Antefatti
Poco prima di pubblicarlo come singolo, May lo suonò al concerto Guitar Legends nell'ottobre 1991, con un supergruppo formato da Cozy Powell alla batteria, Neil Murray al basso, Steve Vai alla chitarra ritmica, Rick Wakeman e Mike Moran alle tastiere, Maggie Ryder, Miriam Stockley e Chris Thompson ai cori.

## Descrizione
Il singolo è stato composto da Brian May originariamente per la pubblicità della Ford. Oltre alla versione originale dell'album, esistono almeno tre versioni in studio aggiuntive della canzone. Il primo, originariamente scritto per una serie di spot televisivi per la Ford nel Regno Unito, è una versione più breve con testi alternativi; è stato pubblicato come esclusiva del lato B del singolo da 12" nel Regno Unito. Dopo l'uscita del singolo, è stata prodotta una versione con una nuova traccia di batteria di Cozy Powell; questa versione è stata rilasciata come lato B del singolo Too Much Love Will Kill You e come bonus track nell'uscita americana di Back to the Light. Infine, May ha registrato una breve versione strumentale della canzone, intitolata Driven by You Two che è stato pubblicato come lato B del suo singolo Resurrection.
Just One Life, la traccia del lato B di Driven by You, è stata dedicata alla memoria dell'attore britannico Philip Sayer.
La prima versione dal vivo di Driven by You appare nell'album Live at the Brixton Academy uscito nel 1994. La versione in studio è stata inclusa successivamente nella raccolta Greatest Hits III dei Queen nel 1999.
Il singolo venne ripubblicato il 25 giugno 2021 per promuovere la ristampa rimasterizzata di Back to the Light (pubblicata nell'agosto 2021), accompagnato da un video modificato e rimasterizzato.

## Tracce
7", MC
1. Driven by You – 4:11
2. Just One Life – 3:43

12"
- Lato A

1. Driven by You – 4:11

- Lato B

1. Just One Life – 3:43
2. Just One Life (guitar version) – 3:38
3. Driven by You (Ford Ad version) – 1:30

CD singolo
1. Driven by You – 4:11
2. Just One Life – 3:43
3. Just One Life (guitar version) – 3:38

## Formazione
- Brian May – voce solista e di accompagnamento, chitarra, basso, tastiera, programmazione di batteria
- Richard Gray – design
- Brian May, Simon Fowler – fotografia